# Arhitektura u 1761.
◄◄ | ◄ | 1758. | 1759. | 1760. | 1761.  | 1762. | 1763. | 1764. | ► | ►►
Arhitektura • Astronomija • Biologija • Glazba • Kazalište • Kemija • Kiparstvo • Knjige • Književnost • Kršćanstvo • Medicina • Politika • Pravo • Promet • Slikarstvo • Znanost
Arhitektura u 1761.

## Hrvatska i u Hrvata

### Zgrade i druge građevine
- Početak gradnje crkve sv. Stefana u Borovu (dovršena 1764.)

## Vanjske poveznice
|  | Zajednički poslužitelj ima još gradiva o temi Arhitektura u 1760-im |